# Boughton Aluph
Boughton Aluph är en ort och civil parish i grevskapet Kent i sydöstra England. Orten ligger i distriktet Ashford, cirka 6 kilometer nordost om Ashford. Civil parishen hade 2 578 invånare vid folkräkningen år 2021.
I civil parishen ligger även orten Boughton Lees samt en nordlig förort till Ashford.